# Hammurapi II
Hammurapi II – słabo znany amorycki król syryjskiego państwa Jamhad, panujący w 2 połowie XVIII wieku p.n.e., syn Jarim-Lima III. Znany jest też z tradycji hetyckiej.